# 境界戦機
『境界戦機』（きょうかいせんき）は、SUNRISE BEYONDとBANDAI SPIRITSによる日本のオリジナルテレビアニメ。テレビ東京ほかにて、第一部が2021年10月から12月まで放送され、第二部は2022年4月から6月まで放送された。
2023年2月に境界戦機シリーズの最新作、『境界戦機 極鋼ノ装鬼』（きょうかいせんき きょっこうのそうき）の企画が進行中であることが発表され、同年8月から10月まで全6話のショートフィルムとして隔週でWeb配信された。

## あらすじ

### 第一部
西暦2061年。経済政策の失敗や少子高齢化によって破綻した日本に対し、経済援助や治安維持を目的として「北米同盟」「大ユーラシア連邦」「アジア自由貿易協商」「オセアニア連合」の4つの世界主要経済圏が介入する。その結果、日本列島を舞台に勃発した「境界戦」と呼ばれる国境紛争を経て、日本の国土は4つに分割統治され、日本人は隷属国の人間として虐げられる生活を送っていた。また、日本は各経済圏によって投げ入れられた人型特殊機動兵器の「AMAIM（アメイン）」が闊歩する、世界の最前線ともなっていた。
オセアニア連合の支配地域に住む機械好きの少年・椎葉アモウは、AMAIMの残骸を漁って廃パーツを拾い集め、山の中に隠された廃工場で見つけたAMAIM 「ケンブ」を整備することを趣味として生活していたが、とある日に山の中に落ちていた「I-LeS（アイレス）」と呼ばれる自律思考型AIのガイに出会い、彼を助ける。ある日、AMAIMのパーツ漁りがオセアニア連合の軍人にばれてしまい、テロリストの疑いをかけられたアモウは、ガイの助力によって組み上げられたケンブに乗り込み、逃避行の末にレジスタンス組織「八咫烏」と合流。ケンブと同じく自律思考型AIを搭載したAMAIM「MAILeS（メイレス）」を駆る鉄塚ガシン、紫々部シオンたちとともに、もとの日本を取り戻そうと戦いに身を投じる決意を固める。
八咫烏に合流後、アモウは、ガシンがゴーストと呼ばれる所属不明のAMAIMを狙っていること、過去にゴーストがガシンの父を殺害したことを聞かされる。ほどなくしてそのゴーストがアモウたちの前に姿を表し、八咫烏は犠牲を払いながらも辛うじてゴーストを退けることに成功する。退却し自己修復と進化を果たしたゴーストは、次に北米同盟のブラッド・ワット率いる部隊と交戦し、隊員一人を殺害した後に隠岐の島へ逃走する。
辛酸を嘗めさせられたブラッドはゴーストの捕獲を企図し、八咫烏とゴーストを再び戦わせることでこれを成し遂げるべく、観光客を装いアモウたちに接触、ゴーストが隠岐の島にいることをリークする。アモウ、ガシン、シオンはこの策に乗って隠岐の島に向かい、ゴーストの弱点を突いて大破させることに成功するが、その際にゴーストの逃走を阻止したアモウは、ゴーストの爆発に巻き込まれて生死不明となる。そして、ゴーストの残骸は北米同盟の捜索隊により引き上げられ、ブラッドは目的を果たすとともに「次は私がお前を使う番だ」と不敵な笑みを浮かべるのであった。

### 第二部
ゴーストとの激闘から約8か月後の西暦2062年。AMAIM用自律思考型AIの開発にいち早く成功した北米同盟は、急速に日本国内での支配権を拡大させていた。アモウが欠けたガシンら「八咫烏」は、補給が滞りながらも必死の抵抗を続けていたが、北米同盟が避難民の中に紛れ込ませた内通者の手により、北米軍に囲まれて窮地に陥る。そこに、行方不明になっていたアモウとその乗機「ケンブ斬」および、ガイたち自律思考型AIを開発した企業「トライヴェクタ」代表の槙ミスズが合流したことで八咫烏は窮地を免れた。
八咫烏の一行は、ゴーストに搭載されたAIユニット「プロトタイプ・ゼロ」こそが自律思考型AIのプロトタイプであり、ガイたちはその開発結果をもとに作られた兄弟であること、八咫烏に助力していた「ブレンゾン社」が、トライヴェクタから貸し出されていたプロトタイプ・ゼロを無断利用してゴーストを作り上げたこと、ゴーストに関わる騒動はブレンゾン社の営業マンであるジェルマン・ゴベールが引き起こしていたことを知らされる。同じ頃、プロトタイプ・ゼロを手に入れたブラッドは自身専用の新型機「ブレイディファントム」を完成させ、目的を果たすためにジェルマンと組んで動き始めていた。
一方、北米同盟を除いた各経済圏は、日本政府を抱き込んでいる北米同盟に対抗するために、北陸地方を中心とした日本列島の一部を日本人に返還し、第二の日本政府とも言える「新日本協力機構」を設立することを模索しており、八咫烏の代表・宇堂キリュウに交渉を持ちかける。宇堂がこれを受け入れたことにより機構は発足に至り、北米同盟との停戦交渉が行われる運びとなったが、交渉の場で北米同盟のロイ・ウォーカー議員狙撃事件が発生したことにより、停戦交渉は中止され、事態は北米同盟と新日本協力機構との全面戦争に発展する。北米同盟軍は総司令のエドガー・フリーマンが来日し、大軍を動員。一方、新日本協力機構は八咫烏と各国軍による「新日本軍」を結成し、北米軍を迎え撃とうとしていた。
新日本軍は3機のMAILeSの活躍と各国軍の奮戦で北米軍と互角に戦うも、ブラッドのブレイディファントムの参戦、そしてゴーストベースのAIを搭載した無人機群の物量により北米軍側が有利となっていく。しかし、ミスズがI-LeSベースのAIを無人機へインストールして戦況を巻き返し、アモウも激戦の末にブラッドを撃破する。そして背任行為をしていた北米軍のジョウ・スピアーズや彼の協力者のジェルマンが拘束され、戦闘は終結する。日本を取り戻す戦いは終わってはいないものの、アモウやガシン、シオンはそれぞれの道を歩むことを決める。

### 極鋼ノ装鬼
時系列は本編第二部の北陸戦線後で、南海の孤島を舞台とする。レジスタンス組織「ヒヌカン」と、島を支配していたオセアニア軍を駆逐した北米同盟軍との戦いが描かれる。
隊長の安良城タケシやAMAIMパイロットの知念イブキ、女性隊員の成海マイらが所属する「ヒヌカン」は、孤島に攻め込んできた北米同盟のグレイディ・エリソン率いる部隊に追い詰められていたが、「ヒヌカン」の救援に歴戦の傭兵である三澤ジンが自身のMAILeS「プロトゴウヨウ」と共に合流し、ジンが手配していたMAILeS「ゴウヨウカスタム」も2機が孤島へと届けられる。ジンには過去の戦線で恋人を失った経験があり、その時の敵軍の指揮官がエリソンであった。
新戦力を手にした「ヒヌカン」、そしてイブキはI-LeSの「ヤマピ」の手を借りてエリソン隊を迎え撃つが、その際に敵の攻撃で安良城は戦死してしまう。一方、エリソンも部下のアーチー・ジョイスを亡くし、その場から撤退。戦闘は仕切り直しとなる。ジョイスの穴埋めのため、マシュー・ハーコートやシェリル・ナイトを招集したエリソンは、ジンや「ヒヌカン」との決着を付けるため出撃。ジンやイブキも最後の戦いに臨む覚悟を固めていた。
そして決戦でマシューを相手にしたイブキは、彼の自爆に巻き込まれるも辛うじて生存するが、ヤマピから降機を促され孤島から脱出する。また、部下のシェリルを撤退させたエリソンはついに望んでいたジンとの一騎打ちを行う。激闘の末にジンはエリソンを倒すものの、自身もその場で命を落とす。ジンの元へ向かったヤマピは彼の死を見届け、機能停止する。その後、イブキは新たな戦場に立ち、（別の）ヤマピとの再会を果たすのだった。

## 作中設定・用語

### 国家・組織
日本
本作の舞台。少子高齢化など複数の要因により経済破綻し、治安維持や経済援助を名目に4大経済圏の介入を受け、事実上国土が4つに分割されている。首都圏の日本政府は健在であり、北米同盟の支援のもとで経済的復興と国土の再統一を目指しているが、日本企業の大半が北米企業の傘下となるなど経済的植民地化が進行している。同様に、政府軍も北米軍の傘下にある。
4大経済圏
日本を支配する4つの世界主要経済圏。各陣営は独自に開発したAMAIMを配備しており、日本列島に敷かれた国境線でのにらみ合いや小競り合いを繰り広げている。経済圏という体裁ではあるが、実態は連邦国家である。
北米同盟（North American Confederation）
首都圏、東海道、中京、京都奈良、関西圏、紀伊半島、若狭湾周辺地域など、日本経済の中心地や人口密集地を傘下に収めている。ほかの経済圏とは違い名目上は支配域の自治権を認めており、経済支援による好景気と相まって、住民からの支持は高く、反乱や暴動の頻度もはるかに少ない。
軍事力では規模や兵士の練度、兵器の性能といった総合面において最強と評されており、AMAIMが実用化された当初こそ他勢力の先行を許していたが、豊富な資金や人員を投じることでやがて世界一の地位を築いている。他勢力との衝突時は国家間協議を経ることなくフレキシブルに対応できるのが強みで、所属する兵士たちもさまざまな方面からの出身者で構成されているのが特色。
大ユーラシア連邦（Federation of Great Eurasia）
東北地方および北海道全域を傘下に収めている。外伝『境界戦機 フロストフラワー』の舞台。
アジア自由貿易協商（Asian Free Trade Entente）
東アジア・東南アジア・中央アジア地域の国々による経済共同体。協商軍は当初は経済圏内の運輸・運搬業務における警護を目的に創設された。北九州、山陰地方、北陸地方、上越地方など、東北以南の日本海沿岸地域を傘下に収めている。「八咫烏」熊井隊の活動領域でもある。
オセアニア連合（Confederation of Oceania）
南環太平洋諸国による連合国家。南九州、四国全域、沖縄諸島、瀬戸内海沿岸地域を傘下に収めている。ほかの3勢力よりも規模や人員数が劣っているため、不足分を雇用した傭兵で補っている。アモウの自宅や、ケンブが放置されていた施設があるのはこの地域。
八咫烏（ヤタガラス）
日本本州西部・中国地方を拠点に活動するレジスタンス組織。アモウたち主要人物の所属勢力。かつては複数の小組織に分かれていたが、中国地方を支配するアジア軍に劣勢を強いられたことから、組織のスポンサーでのちに代表となる宇堂キリュウが多くの協力者と資金をかき集め、日本指折りの組織にまで拡大させた。さらに、ヨーロッパの新興企業である「ブレンゾン社」と契約を交わしたことで、組織オリジナルのAMAIMをはじめとする兵器の開発・配備に成功している。戦闘や諜報活動だけでなく、戦いや迫害から逃れてきた日本人の保護や生活支援などの慈善事業も積極的に行なっている。
アラハバキ
東北地方西部（日本海側）を拠点とするレジスタンス組織。日本国内でも有力な組織だったが、アレクセイ・ゼレノイ率いるユーラシア軍部隊の猛攻で壊滅の危機に瀕しており、同じブレンゾン社の取引先であった「八咫烏」の支援を受けることになる。
ブレンゾン社
ヨーロッパに拠点を置く軍需企業。ただし、正式な拠点は公表しておらず、ヨーロッパのほかにアフリカなどの各地に分散しているともいわれている。以前は他社製のAMAIM用武装の製造を請け負っていたが、のちに採算を度外視した自社製AMAIMの開発に着手し、ケンブをはじめとするMAILeSを完成させる。しかし、4大経済圏のAMAIM市場は先行他社に独占され新規参入が困難であったため、経済圏に加盟していない国家や、経済圏と対立している日本のレジスタンス組織への売り込みに活路を見出す。
トライヴェクタ（TRIVECTA）
ガイたちI-LeSの開発元であるAI開発機関。元は欧州圏のシステムソフトウェア開発企業の一部門で、ミスズの入社後に発展を遂げて独立した。社名は「3つの力・場」を意味する。軍事だけでなく教育・医療・芸術などの担当部門も持つ。ブレンゾン社との提携を継続するため、未完成であった自律思考型AI「プロトタイプ・ゼロ」を貸し出すが、搭載機体が暴走事故を起こし、正体不明機「ゴースト」として一連の騒動の発端となる。
新日本協力機構（しんにほんきょうりょくきこう）
大ユーラシア連邦、アジア自由貿易協商、オセアニア連合の3つの経済圏および八咫烏が協力し、北米同盟に対抗するために設立する組織。北陸地方を中心とした日本海側の一部を日本人に返還し、北米同盟に抱き込まれている日本政府に並ぶことを目指している。北米軍との決戦前には、アレクセイの提案で八咫烏とユーラシア軍、アジア軍、オセアニア軍の連合軍が「新日本軍」と呼称されることが決定する。
ヒヌカン
『境界戦機 極鋼ノ装鬼』に登場するレジスタンス組織。九州や沖縄地方を拠点としている。組織の規模は小さく、劇中では南海の孤島で戦っていた。
ギガンティック・サンダー
『境界戦機 極鋼ノ装鬼』に登場する北米同盟軍の独立遊撃部隊。AMAIM戦術研究の実験部隊を元としており、エリソンは当時副隊長だった。南海の孤島での戦闘後、唯一の生存者となったシェリルが隊長を引き継いだ。
際の極光（きわのきょっこう）
外伝『境界戦機 フロストフラワー』に登場するレジスタンス組織。おもに北海道を活動拠点としている。

### 技術・兵器
AMAIM（アメイン）
本作における人型特殊機動兵器（ロボット）の呼称。AMAIMは「Auto Mobile Artificial Intelligence Mount」の略称。作中においては無人機が一般的であり、主役機のケンブをはじめとする有人機は少数派で、前線指揮官や一部のエースパイロットの機体として割り当てられている。無人機は指令所や指揮車両にいるオペレーターを介しての遠隔操縦や、AIによる自律行動で運用される。動力は充電式のバッテリーを使用する。
MAILeS（メイレス）
「I-LeS」搭載型のAMAIM。MAILeSは「Mobile Artifical Intelligence Learning System」の略称。八咫烏以外の勢力からは「オリジナルアメイン」と呼称される。
搭乗したパイロットはカメラ映像の網膜投影と脳波計測が行われ、固定具で操縦席に固定されるが、機体側から身体へと送られる電気信号によって、直立状態で動かしているような感覚となる。両手に握ったグリップと、搭乗者の身体感覚によって自分の体を動かすように操縦を行う。
MAILeS同士は互いにバッテリーの電力を融通し合う非接点充電機能が備わっており、隠岐の島での対ゴースト戦では、損傷して機動性が低下したジョウガンとレイキの電力を、損傷が少ないケンブに集めて作戦を続行する。
I-LeS（アイレス）
「トライヴェクタ」が開発した自律思考型AI。I-LeSは「Intelligence Learning System」の略称。ゴーストに搭載されたAI「プロトタイプ・ゼロ」をベースに、ガイ、ケイ、ナユタの3基のI-LeSが開発された。3体とも基本となるベースプログラムは同じであるが、それぞれの育成を担当した人物の性格・嗜好の影響を受けて独自の成長を遂げている。
高度な判断能力やデータ処理能力を有する代わりに、蓄積したデータを整理・最適化してさらなる機能向上を図るため、定期的に一定時間の機能停止（ガイいわく「休眠状態」）が必要という欠点も有している。
アタッチメント認証
AMAIMの装備にかけられた電子ロックを指す。認証コードは各国家ごとに異なっているため、何らかの手段でこの認証を外さない限り、自機と所属が異なる勢力のAMAIMの装備を拾得・装備しようとしても機能しない。例外として所属不明機のゴーストだけはこの認証を無視することができ、武器はおろか機体パーツまでもみずからのものとする機能を有している。

### そのほかの用語
境界戦（きょうかいせん）
4大経済圏の境界線において頻発しているAMAIM同士の戦闘。いわゆる「巨大ロボット」同士の戦闘であることから、過去には安全地帯から戦闘を見物する観戦ツアーが行われており、予約が必要なほど人気があった。
姫之焼（ひめのやき）
江戸時代後期の中国地方から続いていた陶窯（とうよう）。窯元近くで採れる土で作られた器は、なだらかな曲線と自然で素朴な色合い、独特の肌触りが愛好されていたが、次第に土の採掘量が減ったことで廃れていき、近年ではヒロインのシオンの生家である紫々部家が最後の姫之焼伝承者となっている。その紫々部家もアジア軍の土地接収によって廃窯に追い込まれており、シオンは伝統の復活を目指して「八咫烏」に参加することになる。

## 登場人物

### 主要人物
椎葉 アモウ（しいば アモウ）
声 -  佐藤元
本作の主人公。通信制高校に通う16歳の少年。2045年4月25日生まれ。内向的で人付き合いが苦手だが、素直で人当たりのいい性格で、行く先々で出会う人々に気に入られている。3本の三つ編み状にまとめた後ろ髪が特徴。
死別した両親の遺産を崩しながら生活しており、被支配階級の日本人である自分の将来や生きる意味について悩みつつ、廃工場で見つけたケンブの整備とAMAIMの残骸漁りをしながら鬱屈した日々を過ごしていた。そんなある日にガイと出会ったことで世界が一変する。オセアニア軍との戦闘を経てテロリストとして指名手配され、逃亡中にガシンに救われたことをきっかけに「八咫烏」に保護されるが、ゴーストの襲撃でリサの死を目撃し、「八咫烏」から離脱する。リサの故郷の親類に彼女の遺品を届けようとおもむくが、そこを支配していたアジア軍の非道さを目の当たりにして奮起し、再び「八咫烏」に戻る。隠岐の島でのゴーストとの再戦にて、オーバーヒート状態となり海に逃亡を図ったゴーストを決死の覚悟で足止めし、ケンブもろともゴーストの爆発にのまれ生死不明となる。
第2部では、ガイとともに「トライヴェクタ」に救助されており、新たに配備されたケンブ斬を駆って「八咫烏」に合流する。合流するまでは「トライヴェクタ」の秘密施設にて療養しており、リハビリを兼ねた訓練や施設職員の子どもたちの世話をしながら生活していた。しかし、施設を襲撃してきた武装集団との凄惨な戦いを目撃し、さらに自身も敵戦闘員を射殺したことで強いトラウマにさいなまれるようになる。「八咫烏」復帰後も、当時の出来事をガシンたちに隠し距離を置いていたが、ガシンの必死の説得を受けて心を開くようになる。北米軍との決戦ではガイと一緒にブラッドの乗るブレイディファントムを見事撃破。戦後はAIユニットを破損した影響で赤ん坊のように退化したガイを連れ、また一から思い出をつくるために旅に出る。
鉄塚 ガシン（てづか ガシン）
声 - 上村祐翔
レジスタンス組織「八咫烏」に所属する16歳の少年。冷静かつぶっきら棒な性格。幼少期からレジスタンスに参加していたため同年代の人間との交流が少なく、他者に対して排他的な面をもつ。かなりの偏食家で、ピーマンやニンジンといった野菜の多くが苦手。
幼いころに母を亡くし、「八咫烏」メンバーであった父のイッシン（声 - 柳田淳一）も謎のAMAIM「ゴースト」の襲撃によって命を落としている。現在は形見であるジョウガンのパイロットを引き継ぎ、打倒ゴーストに心血を注いでいる。アジア軍に追い詰められたアモウを救い、「八咫烏」に参加するきっかけを作る。当初は戦いをためらうアモウを目の敵にしており、性根を鍛えるために過酷な訓練をアモウに課すが、対ゴースト戦での共闘やリサの死の一件を経てわだかまりを解く。
第2部での北米軍との決戦後は、アモウに日本を取り戻したと言ってもまだ一部だからと、八咫烏に残ることを告げる。
紫々部 シオン（ししべ シオン）
声 - 市ノ瀬加那
本作のヒロイン。伝統工芸である「姫之焼」の技法を継承する16歳の少女。穏やかだが感情豊かな人物で、アモウたちとも初対面で打ち解ける。全国大会レベルの薙刀の使い手であり、乗機であるレイキの武装にも反映されている。囲碁や将棋などのボードゲームも得意で、ガシンと夜通しで対局しながらことごとく負かしている。
尊敬する祖父・シゲオの跡を継いで陶芸家となることを夢見ていたが、アジア軍に実家の土地を奪われたことで廃窯に追い込まれ、以降は伝統復活のために「八咫烏」に参加する。当初は一介の協力員として働いていたが、レイキのAIであるナユタに見初められたことでパイロットに選出される。初陣でありながら七面六臂の活躍をした手練れ。訓練の過程で自分の戦う理由と向き合い、「虐げられている日本人を助けたい」という新たな思いに目覚める。
第2部での北米軍との決戦後は、アモウに姫之焼復興のため故郷に戻ることを告げる。

### I-LeS
ガイ
声 - 藤原夏海
アモウのパートナーであるAIユニット。破天荒だが男気のある性格。誕生当時は、ロボット好きの育成担当官からさまざまなアニメ作品を見せられて育ったため、戦闘中に思い付いた必殺技や武装の名を叫んだり、大仰な口上を好んで使っている。山中に捨てられバッテリー切れ寸前だったところをアモウに拾われ、その恩義に報いるべくケンブの組み立てと調整を手伝い、みずからケンブのメインシステムとなってアモウの逃避行に同行する。
パソコンやスマートフォンといったさまざまな電子機械に介入して操作する能力をもち、一般人のプライベート詮索はおろか、軍や国家クラスのコンピューターに侵入してのデータ入手や改ざんまでこなす。ピンク色の子犬のアバターを端末のモニターやケンブのコックピット内に表示し、さまざまなアドバイスを行なう。隠岐の島での戦いで、アモウとともにゴーストの爆発にのまれ消息不明となる。
第2部ではメインユニットを損傷しつつもメモリーは奇跡的に生存しており、新開発のユニットにデータを移植することでさらなる能力向上を果たしている。ブラッドとの決戦ではAIユニットを損傷して全ての記憶を失い、精神年齢も赤ん坊と同レベルにまで退化するが、プログラムをAIユニットからサルベージすることが叶い、アモウの端末へとインストールされる。
ケイ
声 - 石川由依
ガシンのパートナーで、ジョウガンのメインシステム。アバターは白い狐のような姿。誕生当時の育成担当官の影響を受け、しっかり者の母親的な性格となった。開発系譜はガイと同じ。ガシンの父が使用していた戦術AIよりデータを引き継いだ。冷静な性格で女性の声で会話する。
第2部での北米軍との決戦では、ブラッドと戦うアモウとガイに対し、ナユタと一緒に協力する。
ナユタ
声 - 村田太志
シオンのパートナーで、レイキのメインシステム。アバターは青い鹿のような姿。誕生当時の育成担当官からさまざまな伝記や時代劇作品を試聴させられた結果、気障で軟派な性格となった。イタリア紳士の「アンジェロ」を自称しており、シオンの容姿と「姫之焼」を復興させたいという思いに感動し、「シオン以外には協力しない」として彼女を強引にパイロットに指名する。シオンを「姫」と呼び高い忠誠心を示す一方で、それ以外の者に対しては傲慢な態度で接する。

### 八咫烏
宇堂 キリュウ（うどう キリュウ）
声 - 小山力也
「八咫烏」代表にして、最大のスポンサーである資産家。日本の独立を夢見る情熱的な人物で、組織の戦略も担っている。アモウを迎え入れ、彼やガシンたちにジェルマンを紹介する。
第2部では「新日本協力機構」の発起人のひとりとなり、大ユーラシア連邦のアレクセイらとともに、北陸地方一帯の日本人の自治権を認めさせるために動き出す。北米軍との決戦に際しては、これは新たな日本が産声を上げるための最初の壁だと述べ、各国軍や八咫烏がひとつの軍となったのは「縁（えにし）」だと語る。
熊井 ゴウケン（くまい ゴウケン）
声 - てらそままさき
「八咫烏」の第2特務部隊（熊井隊）を率いる隊長。実直で高い指揮能力をもつ。妻帯者であったが、危険なレジスタンス活動から家族を遠ざけるために離婚している。行方不明だったケンブの回収を兼ねて、逃亡中であったアモウを組織に誘う。
第2部ではアジア軍のホウ・グアンとの再会を喜んでいた。馬﨑が戦死した後は、みずから彼の遺品の整理を行なう。
馬﨑 エイジ（まさき エイジ）
声 - 中谷一博
熊井隊の副隊長。度胸と戦闘力に優れ、白兵もAMAIN戦もこなす。故郷の両親から結婚して落ち着くよう要望されているが、肝心の異性との出会いに恵まれず焦りを感じている。
第2部では新日本協力機構の発足後、ダリアと共に北米同盟側から脱出してきたアレクセイとアモウの救出に赴くが、戦闘中にダリアを庇って負傷し、相対した敵機を破壊するものの、乗機から脱出する時間もなく爆発に吞まれ、戦死する。
甲咲 リサ（こうざき リサ）
声 - 浅野真澄
ガシンたちの姉的存在である女性隊員。高校生時代にアジア協商軍の車両との交通事故に遭い、家族全員を失う。さらに、アジア軍側が加害者であったにもかかわらず、治外法権を盾に逆に加害者として不当に訴えられ、多額の賠償金を課せられた過去をもつ。その後、故郷の親族や友人に迷惑を掛けないよう縁を切り、単身レジスタンスに参加した。アモウに死んだ弟の姿を重ねており、戦いをためらうアモウをやさしく導く（その際は水浴びに誘うなど、大人の色気で篭絡して抱き込もうとしているような側面もあった）。拠点を襲撃してきたゴーストを単身で引き付けようと奮戦するが、乗っていた車両ごと踏みつぶされ死亡する。彼女の死はアモウの心に深い傷を残した。
槙 ミスズ（まき ミスズ）
声 - 七瀬彩夏
熊井隊の女性整備主任。奔放で天然な性格。部隊に配備されたMAILeSの整備・調整を手掛ける。新人のころは実務経験の不足からほかの整備員に後れを取っていたが、不断の努力の末に主任の座を勝ち獲った苦労人。
その正体は「トライヴェクタ」の代表兼技術主任で、本名は「槙・ミスズ・アネット」。ゴーストに搭載されている「プロトタイプ・ゼロ」やガイたちI-LeSの生みの親でもある。プロトタイプ・ゼロを搭載したことで暴走したゴーストの被害を食い止めるため、素性を隠して「八咫烏」に所属していた。第2部では、熊井隊を離れ8か月間音信不通となっていたが、救助したアモウとガシンらに合流し、自身の素性とジェルマンの暗躍を明かす。北米軍との決戦に際しては、新日本軍の無人機群に自身が作成した戦術特化型AIのインストールを行なうが、ゴーストAI対抗策として途中でガイたちをベースにしたAIを新たにインストールさせ、戦況を好転させる。戦後はトライヴェクタごと新日本協力機構に雇われる。
村松 タケル（むらまつ タケル）
声 - 松重慎
熊井隊の整備士。密かに槙に好意を寄せているが、当の槙からは「君とはそこまでの仲ではない」と直言されるなど、思いが報われたことはない。
第2部では北米軍との決戦後に整備主任となる。

### 北米同盟
ブラッド・ワット
声 - 小野友樹
極東方面軍に所属する大尉。25歳。戦術指揮とAMAIMの操縦に長けた優秀な軍人。戦場に残された痕跡を見ただけで、使用された兵器の性能や数、戦況の経過などを正確に分析できる能力をもつ。「大勢をもって小勢を制する」を基本とした堅実な戦術を好み、自身の分析能力で導き出したより勝率の高い手法を実践する。パイロットとしては、自機だけでなく複数の無人機を統括して操作できる技量がある。
上官のスピアーズに引き取られた元孤児で、現在も公私での関係は良好。幼少期は同じ境遇の子供たちとの共同生活になじめず眠れない日々を送っていたが、見学に訪れた軍施設に配備されていたAMAIMのコックピット内で熟睡したことがきっかけとなってパイロットの道に進む。この経験から有人機にこだわりを持ち、自身の部隊を有人機主体で編成している。アモウのケンブや正体不明機のゴーストの能力に着目し、討伐部隊の指揮官として対峙する。日本人への差別感情はなく、支配地域の住民からは慕われている。行きつけの店のたい焼きが好物等、日本文化にも馴染む。
ゴーストに対抗するために自身の機体を極限までチューニングさせ、ソフィアやロジャーといった腕利きを集めるが、自己修復と進化を遂げていたゴーストにロジャーを殺害された上に逃げられるという屈辱を味わい、復讐を誓う。そんなある日、とある街で偶然出会ったアモウの声を、アジア軍のリウに対して啖呵を切った機体のパイロットと同じだと確信し、情報部に分析させるとともに、観光客を装ってみずからアモウたちに接触し、ゴーストの居場所をリークして出方をうかがう。隠岐の島での八咫烏とゴーストの戦闘後、破壊されたゴーストの部位を海から引き上げ、AIユニットを入手する。
第2部ではジェルマンと内通しており、予算削減を目指すウォーカー議員を排除すべくジェルマンに調査を依頼する。大ユーラシア連邦での境界戦においてはゴーストのAIを組み込んだ専用AMAIM「ブレイディファントム」が未完成ながらも出撃し、アレクセイの策略で窮地に陥っていた友軍を救援しそれに成功、さらに一騎打ちを挑んできたアレクセイを撃破する。新日本協力機構の発足後はアモウとアレクセイを交渉相手にするも、ウォーカー議員狙撃事件が起きたため、拘束されそうになった彼らを独自に逃がす。
新日本軍との決戦では完成したブレイディファントムに乗り、安全装置を削って身体へのダメージを無視し、血反吐すら吐きながらアモウと激闘を行うなど、戦闘狂のような異様さを見せつける。オープンチャンネルでアモウとの会話を戦場に響かせ、最後はケンブ斬の一撃に敗れ、ゴーストのAIを道連れに死ぬつもりでいたが、爆発直前に脱出装置が起動し、重傷を負いながらも一命を取り留める。ベッド上ではソフィアに対し、実際は公安部と協力しており、スピアーズの背任行為を探っていたことや、彼女の身を案じていた事実を明かす。
レイモンド・ハーディ
声 - 新垣樽助
ブラッド隊の副隊長である准尉。陸軍からの転属者で、ブラッドからの信頼も厚い。戦闘においてもブラッドを補佐し、新たに配属されたソフィアとも関係を築く。
第2部ではソフィアからブラッドの言動の不審さを相談されるも、半信半疑なのか彼女ほどブラッドを疑ってはいない。新日本軍との決戦ではシオンを相手取る。実は自身とチャーリーはブラッドから本心を予め教えられており、ソフィアのみがその事実を知らなかった。
チャーリー・オーレイ
声 - 加藤将之
ブラッド隊専属として開発局から出向している主任技官。ケンブやゴーストに対抗できるAMAIMを求めていたブラッドの依頼を受けて、ブレイディハウンドのカスタマイズを担当する。
第2部ではゴーストのバックアップを抹消してブラッドのためにブレイディファントムを完成させる。また、新日本軍との決戦に際してはゴーストベースの戦術特化型AIを無人機群（ブレイディフォックス）へ搭載する。
ソフィア・ルイス
声 - 大西沙織
ゴースト討伐任務のためにブラッド隊に配属された女性少尉。士官学校出身で、軍の戦術シミュレーションマッチで2連覇を果たしている実力派パイロット。
第2部ではブラッドが何らかの野望のために動き出していることを察知し、公安局にマークされていることをブラッドに忠告するが一蹴される。後に公安からはブラッドの周囲に近づくなと警告され、新日本軍との決戦前に辞令としてブラッド隊から独立部隊への転属命令が下る。新日本軍との決戦ではガシンを相手取る。実は転属も危険な目に遭わせまいとするブラッドによるものであり、戦後は自分ひとりだけが蚊帳の外にいたという憤りをブラッドへぶつける。
ロジャー・ヤング
声 - 真木駿一
ソフィアとともにブラッド隊に配属された中尉。ゴーストとの戦いでクラッキングケーブルをコックピットに撃ち込まれ戦死する。
ジョウ・スピアーズ
声 - 仲野裕
極東方面軍副司令を務める中将。ブラッドを含む多くの孤児たちを引き取り育てている。幼少期のブラッドを軍施設の見学に連れていき、AMAIMパイロットになるきっかけを作った。
第2部ではブラッドに内密でジェルマンと通じており、ジェルマンに不信を抱きつつあったブラッドを切り捨てる選択も辞さない姿勢を見せる。ウォーカー議員狙撃事件により新日本協力機構を討つための大義名分を得て、フリーマン総司令の来日後は新日本軍との決戦に臨む。実は裏で軍備予算の私的流用に手を染めており、自分を探るブラッドを敵機との相撃ちによる口封じを狙い、仮に戦闘に敗北しても責任をフリーマンに押しつけるつもりでいたが、最終的に公安部に拘束・逮捕される。
ロイ・ウォーカー
声 - 斎藤寛仁
第2部に登場。北米同盟議会の議員。反戦派であるためスピアーズから警戒されており、彼の説得が重要だとブラッドに忠告した。その後、ジェルマンの調査により女性問題があることがわかりそれをネタにブラッドに脅迫まがいの説得を受け、やむなく主戦派に転じる。その後は調停役として新日本協力機構との会談に臨むが、会談場所の迎賓館前でパイクに狙撃され倒れる。しかし防弾ベストを着用していたため一命をとりとめる。
トニー・ブランク
声 - 内田直哉
第2部に登場。第7方面軍第23部隊に所属する大尉。多数の民間人を抱えていた「八咫烏」から人民避難のための一時停戦を提案されるが、事前に買収した日本人に自軍を撃たせることで攻撃の口実を作り、一気にせん滅をもくろむ。アモウの合流によって一度撤退させられ、さらに多くの軍勢を率いて再度「八咫烏」を襲撃するが、アモウたちの連携により部隊を全滅させられ、自身の機体も大破。アモウの降伏勧告を拒否した結果、彼の手により殺害される。
ザック・テイラー
声 - 江口拓也
第2部に登場。第2新鋭部隊所属。チャーリーから強引に提供させた「プロトタイプ・ゼロ」のコピーAIを搭載したAMAIM部隊を率いて、ユーラシア勢力圏の日本人保護区を襲撃する。当初はアモウたちを相手に優勢に立ち回るが、ガイたちにAIのパターンを解析され形勢逆転、自身もシオンに撃破寸前まで追い詰められ敗走する。
パイク・デイヴィス
声 - 内野孝聡
第2部に登場。32歳。第1方面軍歩兵大隊に所属していた元軍人で、射撃世界大会の候補選手でもあった。2年前に同僚2人を射殺し逃亡、一時はマフィアに身を置いていた。現在も過去の罪状から指名手配犯として追われる身であるが、ブラッドの接触を受けてロイ・ウォーカー議員の狙撃を持ちかけられ、その報酬として過去を消して新しい人生を用意できると告げられる。狙撃後は逃走を図るものの、身柄を確保される。
トーマス・ミラー
声 - 相馬康一
第2部に登場。極東方面軍の大尉。ウォーカー議員狙撃事件後に脱走したアレクセイとアモウの追撃部隊の指揮を取る。当初は作戦を有利に進めるが、ケンブ斬とレイキ改の参戦で部隊を損耗し、冷静に状況を判断して撤退する。新日本軍との決戦にも部隊を率いるが、アジア軍の無人機の挙動がこれまでと違うことに驚愕する。
エドガー・フリーマン
声 - 土師孝也
第2部に登場。極東方面軍の総司令。スピアーズの上官であり、ゴースト搭載機のデータを評価する。新日本協力機構の振る舞いをテロリスト集団と断じ、彼らに対する大攻勢作戦の実行を決定。大軍を動員して兵士たちの前で演説を行なう。スピアーズが背任行為で拘束され、戦闘が終了した後は新日本協力機構との和平交渉を行ない、退任することを決める。

### 大ユーラシア連邦
アレクセイ・ゼレノイ
声 - 浪川大輔
東北西部地域の指揮官を務める少佐（後に中佐）。ロシア貴族の末裔である大ユーラシア有数の資産家の出身で、高い指揮能力とユーラシア軍指折りのAMAIM操縦技術を合わせもつ。独特な言動と感性の持ち主であり、幼少期からさまざまな無茶や奇行を重ねては周囲を振り回していた。
私財を投じて調達した大量のAMAIMや監視用センサーユニットをもって「アラハバキ」を壊滅させ、救援に駆け付けたアモウたちを翻弄して見せるが、仕掛けたセンサーユニットをガイたちに逆用され、自身も撃破寸前まで追い込まれる敗北を喫する。この一件で自尊心を傷つけられことをきっかけに、対レジスタンス用の特別遊撃隊の編成を上層部に進言し、「八咫烏」が保有するMAILeSの鹵獲をもくろむ。
第2部では北米同盟との境界戦にて自身の軍略を持って戦況を有利に進めるが、新型機に乗ったブラッドとの一騎打ちに敗れ撤退を余儀なくされる。その後、北米優位の現状打開とMAILeSの技術を得るためアジア協商、オセアニア連合と結託し、「北陸地方の領土解放と譲渡」という条件と引き換えに宇堂に協力を打診し、新日本協力機構の発起人のひとりとなる。のちにアモウとともに北米同盟との会談に向かうも、ウォーカー議員狙撃事件を受けてブラッドの手引きでアモウと逃走し、無事に帰還を果たす。北米軍との決戦では、新型機のルイツァリジアマンへと乗り込む。
ダリア・リヴォフ
声 - 遠藤綾
アレクセイの副官を務める女性中尉。幼なじみであるアレクセイを手のかかる弟のように思っており、プライベートではアレクセイへの厳しい叱責や鉄拳制裁も辞さない。自身も優秀な指揮官であり、アレクセイをよく補佐しているが、彼が危険な前線に出ることを快く思っていない。
第2部では新日本協力機構の発足後、馬﨑と共に北米同盟側から脱出してきたアレクセイとアモウの救出に赴く。その際の戦闘では乗機を損傷するも、馬﨑に助けられる。彼の遺品を整理する熊井には馬﨑が好きだったというキンモクセイの花を渡す。
キリル・ジルコフ
声 - 下山吉光
第2部に登場。ユーラシア連邦圏内にある日本人保護区の代表を務めている軍人。大の親日家であり、軍には自分の私有地という建前で保護区を運営している。

### アジア自由貿易協商
ホウ・グアン
声 - 水中雅章
瀬戸内海沿岸地域の警備を担当する特任大尉。オセアニア連合の境界から逃げてきたアモウを待ち伏せるが、ガシンの救援で逃走を許す。
その後は隠岐の島に逃れてきたゴーストの対処を担当。交戦するも返り討ちに遭い、現地の日本人救助に現れた熊井隊によってほかの部下たちとともに救助される。この恩義と部下の安全を優先するために、基地に残された武器のアタッチメント認証を解除し、間接的にアモウたちを援護する。騒動後、部下たちとともに熊井隊の正体はわからなかったと上司に虚偽の報告をするが、無断で武器のアタッチメント認証を解除した責任を問われ、軍刑務所に収監される。
それから8ヶ月後に釈放され、新日本協力機構の結成にあたり、アジア自由貿易協商の代表に任じられる。その後、北米同盟との停戦交渉の場で熊井に再会し、隠岐の島の一件について改めて礼を述べる。
スン・チョン
声 - 中村和正
ホウの副官を務める特任中尉。
リウ・フウ
声 - 古川慎
リサの故郷を統治している総督府の代理を務める少佐。現地の日本人たちを不当な罪状で拘束して強制労働施設や人身売買組織に送り、多額の利益を得ていた。総督府に抗議に来たリサの友人たちを捕らえ処刑しようとするが、ケンブを駆って現れたアモウに阻止され、ガイのハッキングで自身の所業が全世界に公開されて失脚する。

### オセアニア連合
ジェフリー・ウィルソン
声 - 稲田徹
オセアニア連合軍の分隊長。転属のために手柄を望んでおり、アモウのパーツ収集仲間をテロリストだとして人質に取り、AMAIMを持ち出してアモウを拘束しようとするが、失敗する。
第2部では結成された新日本軍にケイトと共に参加。その際は「こんな日がやって来るとは」と感慨深く呟いていた。北米軍との決戦においては好戦的な様子を見せるが、無人機部隊を壊滅させられた上、自分の乗る指揮車両を破壊されて戦死する。
ケイト・バーン
声 - 石上静香
ジェフリーを補佐する女性副隊長。
第2部では北米軍との決戦でジェフリーと同様に戦死する。
サイモン・テイト
声 - ボルケーノ太田
瀬戸内海方面の沿岸警備を担当する大尉。リウの不祥事により世論感情を悪くしたアジア軍の混乱に乗じて、敵の勢力圏に侵攻を開始するが、突如現れたレイキに部隊を壊滅させられ撤退する。
オリバー・マーティン
声 - 木内太郎
サイモンの副官である少尉。
第2部では新日本協力機構の結成にあたり、オセアニア連合の代表として八咫烏と会談する。北米軍との決戦に際しては、ディアロの「A.R.E.S」の協力を得られないかとミスズに相談する。

### ブレンゾン社
ジェルマン・ゴベール
声 - 福山潤
ブレンゾン社から外部委託の営業として雇われている人物。AMAIM市場では新参だったブレンゾン社に、4大経済圏と対立している国家や日本のレジスタンス組織との取引を進言し、みずからその窓口を担当している。飄々とした食えない人物である一方で、物資の納期を厳守するなど仕事には真摯に臨んでいる。レジスタンスの思想に共感してはおらず、あくまでも「顧客」としてビジネスライクに接する。短期間で船を用意できるほどの財力を持つ。
実は一連のゴースト事件を手引きしていた黒幕であり、ブレンゾン社や「トライヴェクタ」から得た技術を目論み独自の組織を立ち上げたほか、4大経済圏の最大手である北米同盟に売り込むために、プロトタイプ・ゼロ（ゴーストのAI）を手土産にブラッドに接触する。また、第1部から第2部までの8ヶ月間には自身の計画の邪魔となるブレンゾン社の施設への破壊工作を行っていた。さらにブラッドに内密でスピアーズとも取引しており、自分に不審を抱きつつあったブラッドの排除を検討するが、依然両者との連絡を続けている。後にディアロから暗殺部隊を送り込まれた際は爆弾を仕掛けて返り討ちにし、逃走に成功する。その後は新日本軍と北米軍の戦闘を見物していたが、追って来たディアロの襲撃を受ける。ディアロの口からはジェルマンが元「A.R.E.S」の副隊長であり、敵部隊に情報を売って補給物資を強奪・換金し、現在の立場を得たという裏切りの事実が明かされ、銃撃戦の末に敗北し身柄を拘束される。

### アラハバキ
今野 タケル（こんの タケル）
声 - 林大地
「アラハバキ」隊長。アレクセイによって組織が壊滅状態に陥っていたが、「八咫烏」の援護を受けて逃げ延びる。
高柳 アンナ（たかやなぎ アンナ）
声 - 貫井柚佳
アモウたちと同年代の女性隊員。東ヨーロッパと日本のハーフ。故郷に姉を残してレジスタンス活動に身を投じている。同性であるシオンと意気投合し、友人関係を結ぶ。

### そのほかの人物
末永 ユウセイ（すえなが ユウセイ）
声 - 鈴村健一
元「八咫烏」隊員。同じ「八咫烏」隊員だった両親を亡くしたことでイッシンに引き取られ、ガシンとは実の兄弟のように育った。ガシンからは「ユウ兄（ユウにい）」と呼ばれ慕われている。現在はアジア協商圏内に建設された日本人自治区の区長を務めており、日本人の地位向上のために日々尽力している。戦いに身を置いているガシンのことを気にかけており、「八咫烏」を脱退してともに暮らすよう誘う。
自治区への便宜を引き出す目的でアジア軍と裏取引をしていたが、次第に提供する日用品の量を減らされ、量を元に戻す条件として無理難題を押し付けられる悪循環に陥っており、ついにはかつての仲間である「八咫烏」の内部情報に手を出そうとする。その事実を知ったガシンから糾弾されるが、あくまで自身の信念を優先し決別を告げる。
第2部ではガシンたちを裏切ったことを悔いており、水面下で「八咫烏」の支援に奔走していた。独自のネットワークを通じてユーラシア勢力圏内にある日本人保護区からの救援要請を受け、恥を忍んで「八咫烏」に協力を求める。
コリン・ディアロ
声 - 山本兼平
第2部に登場。民間軍事会社「A.R.E.S」の実働部隊隊長。過去にはトライヴェクタの警護に関わり、現在は八咫烏に協力する。後にミスズへ八咫烏との契約を切ることを告げ、部下を連れてジェルマンの暗殺を実行するが、失敗する。その後は単独でジェルマンの居場所を突き止め、けじめを付けようとする。銃撃戦の末にジェルマンを拘束した後は、現場を離れて本部勤務に移るつもりだとミスズに語った。
高栁 ユウナ（たかやなぎ ユウナ）
声 - 新井里美
第2部に登場。アンナの姉。元「アラハバキ」隊員であり、現在はユーラシア軍人であるキリルと結ばれ、彼の子を身ごもっている。

## 極鋼ノ装鬼の登場人物

### 主要人物（極鋼ノ装鬼）
三澤 ジン（みさわ ジン）
声 - 三木眞一郎
極鋼ノ装鬼の主人公の一人。35歳。傭兵稼業に身を置くベテラン兵士。本部からの依頼で、自身の機体「プロトゴウヨウ」と、他の隊員のための機体「ゴウヨウカスタム」を伴い、孤島の「ヒヌカン」救援に現れる。撤退時に隊の足を引っ張る行動を取ったイブキに「やる気がある無能は殺したほうが良い」と銃を突きつけて脅しをかけるが、安良城が代わって謝罪したことで銃を収め、ゴウヨウカスタムの1機を任せる。その後の戦闘で自身の窮地をイブキに救われた際には素直に感謝の言葉をかける。
以前に地中海戦線でエリソン率いる部隊と戦い、恋人の女性ノア（声 - 七緒はるひ）を戦禍で失った経験があり、今回のヒヌカンからの依頼を引き受けた背景には、その過去が影響している。北米同盟軍との決戦においては、一騎討ちを望むエリソンと相対し、近接武器による激闘を繰り広げ、機体を大破させられた末に見事エリソンを討ち取るものの、自身も重傷を負っており、その場で事切れる。
知念 イブキ（ちねん イブキ）
声 - 千葉翔也
極鋼ノ装鬼の主人公の一人。23歳。レジスタンス組織「ヒヌカン」の兵士で、AMAIMパイロット。元々は「ヒヌカン」所属ではなく、九州のレジスタンス組織に身を置いていた。しかし、組織が壊滅して戦友を失い、「ヒヌカン」へと合流した経緯を持つ。エリソン隊との戦闘ではジンの手引きで輸送されたゴウヨウカスタムに搭乗する。安良城の死に対する責任や、死んだ九州の仲間達を差し置いて自分が生き延びていることの罪悪感で打ちひしがれて項垂れるも、もう二度と逃げないという決意を新たにし、ジンからは「仲間の想いを託されたのだ」という励ましを受けて立ち直り、北米同盟軍との決戦に挑む。
決戦では戦闘中にマシューの自爆に巻き込まれるが、無事に生存する。しかし、乗機の生命維持装置が働かなくなったため、ヤマピに降機するよう促され、戦場を後にする。エピローグでは、新たな戦場で別のヤマピがインストールされた機体に乗り込んだ場面で物語の幕は降りる。

### I-LeS（極鋼ノ装鬼）
ラムダ
声 - 七緒はるひ
ジンのパートナーとなるI-LeS。他のI-Lesと異なり動物の姿を模したアバターではなく、細長い四角錐を上下対称に組み合わせたアバターを持つ。プロトゴウヨウの機体制御のほか、ジンが使用する武装車両「ドレッドノータス」の遠隔操作も担当する。
ヤマピ
声 - 紡木吏佐
イブキのパートナーとなるI-LeS。ヤマピは「ヤマピカリャー（イリオモテヤマネコ）」の略で、アバターの姿もイリオモテヤマネコの姿を模している。人懐っこい性格で、沖縄訛りで話す。
北米同盟軍との決戦では、損傷したゴウヨウカスタムからイブキを降ろして別れを告げ（同型のプログラムが複数存在し、「もしゴウヨウにまた乗ることがあれば、その時は別の私と仲良くしてほしい」と声をかけている）、ジンの援護に向かうが既に戦闘は終わっており、ジンの死を確認した後にその場で機能停止した。

### ヒヌカン
安良城 タケシ（あらしろ タケシ）
声 - 中井和哉
レジスタンス組織「ヒヌカン」の隊長。AMAIMパイロットでもあり、ゴウヨウカスタムの1機に搭乗する。北米軍のエリソン隊との戦闘中、イブキと会話していた際に直撃弾を受けて乗機を破壊され、戦死する。
成海 マイ（なるみ マイ）
声 - 吉田早希
レジスタンス組織「ヒヌカン」の女性隊員。25歳。イブキを気に掛けている。北米同盟軍との戦闘でも最後まで怪我を負うことはなく、イブキと共に孤島から脱出し、無事に生還する。

### 北米同盟（極鋼ノ装鬼）
グレイディ・エリソン
声 - 小西克幸
北米同盟軍の少佐。自身の部隊「ギガンティック・サンダー」を率いる隊長。ジンとは過去の地中海戦線で交戦したことがあり、当時は大規模な掃討作戦の前線指揮官を務めていた。その際の戦闘でジンは恋人を失ったため、互いに因縁を持っている。孤島のオセアニア連合軍を壊滅した後、ジンと「ヒヌカン」に対して襲い掛かるも、部下のジョイスを亡くし、形勢不利を悟って撤退。その後は新たな部下のマシューとシェリルを招集し、ジンや「ヒヌカン」と決着を付けるべく出撃する。
マシューの戦死後、オセアニア軍の艦隊が接近していたことから、生き残っていたシェリルに撤退を促し、自らはジンとの一騎討ちに臨む。「肉体は老いても血の滾りは止められん」と、彼との激闘の末にプロトゴウヨウを大破させるものの、最後はジンが繰り出したダガーナイフをコクピットに突き立てられ、戦死する。
アーチー・ジョイス
声 - 藤井隼
エリソンの部下である中尉。イブキとの戦闘中に崖から落下し、乗機が蔦に絡まって身動き取れなくなり、コクピットにアームパイルを打ち込まれて戦死する。
マシュー・ハーコート
声 - 石毛翔弥
ジョイスの戦死後、新たにエリソン隊に招集された中尉。戦闘ではイブキを相手にし、その末に追い詰められるが、「同盟の意地」だと機体に組み付き、自爆・戦死する。
シェリル・ナイト
声 - 大地葉
マシューと共にエリソン隊に招集された少尉。実戦経験は初となるため、「ヒヌカン」の歩兵相手に翻弄される。その後はエリソンからの命令を受け、孤島から撤退する。

## 登場兵器

### 八咫烏の兵器
YM-02 ケンブ
アモウが搭乗する近接戦闘型MAILeS。機体色は白と赤。四国支部がブレンゾン社から受領した新型機だが、組み立て前に支部が壊滅したため、パーツの状態で廃墟化した施設の工場内に放置されていた。発見者であるアモウがガイの協力を受けて組み立てと調整を行ない、肩部など使用不能となっていたパーツをほかのAMAINのパーツで代用した未完成状態で起動する。「八咫烏」と合流後は、オーバーホールとともに本来の武装やパーツを組み込んだ完成形となる。I-LeSであるガイのサポートと、軽量化されたフレームによって、従来機をしのぐ高機動性を発揮する。ほかの同型機にはない特殊機能として、機体への過負荷を引き換えに性能を飛躍的に高めるリミッター解除形態「フルブーストモード」が設定されている。
武装は、ほぼすべての現用兵器の装甲を貫通可能な銃火器「60mm携行機関砲」、刀身に高熱と高速振動を発生させることで敵装甲を容易に切断する刀剣「超熱振式戦闘直刀」。これらの武装は背部ウェポンラック両側面のアームに接続されており、携行時に取り出しやすいようアームが展開する。未完成状態では、左腕に短剣付きの補助装甲である攻防一体の「盾付短剣」を装備。ただし、これは本格的な武装ではないため、攻撃力・防御力ともにさほど高くはない。のちに、ブレンゾン社から展開式の格闘用クローである「腕部超熱振式戦闘爪」が供給される。
YM-04 ケンブ斬（ケンブざん）
第2部に登場。大破したケンブの後継機。外装はケンブに似せつつ内部仕様を全面的に刷新しており、あらゆる面でケンブを大幅に上回る性能を発揮する。特に機動性の向上は目覚ましく、ケンブでの実戦経験を積んだガイの判断機能が加わることで、従来のAMAIMや兄弟機のMAILeSたちを凌駕する瞬発力を発揮する。さらに機体出力の向上に伴い、従来機ではあつかえない重量級の武装を使いこなせる。
武装は、ケンブの戦闘直刀を超える長さと重量をもつ「超熱振式戦闘長刀」と、着脱式の「40ミリ腕部機関砲」。
YM-01 ジョウガン
ガシンが搭乗する射撃戦型MAILeS。機体色は青。ケンブとはフレームや外装の一部を共用している兄弟機であり、各種大型銃器を高い精度で使用するために、機体の剛性や馬力、制御能力を極限まで高めた調整が施されている。一方で、重量増によって機動性と運動性が大幅に低下しており、接近戦を苦手としている。
武装は、APFSDS弾やHEAT弾を放てる高威力の滑腔砲とAP弾を使用する高精度狙撃に適したライフル砲の二つの銃身を束ねた「120ミリ二連装狙撃砲」、左肩シールド内に収納された緊急用の接近戦武装「戦闘短刀」。右肩にも異なる形状のシールドが装着可能となっている。のちに、近接戦闘に対応した「45ミリ速射拳銃」2挺と、両肩部に装着して各種弾頭を発射できるシールド兼用の「装甲擲弾砲」がブレンゾン社から供給される。
YM-01C ジョウガン改
第2部に登場。ジョウガンの強化改造機。従来よりも重武装化されている。
武装は、巨大シールドとドラム型マガジンを一体化し、上半身を覆うように装備される「45ミリ回転式装甲機関砲」、装甲機関砲基部の装甲板裏に収納されている接近戦用の「40ミリ携行短機関砲」2挺、改修前よりも大型化された両肩のシールド。装甲機関砲と両肩のシールドを連結することで、さらに防御力を高めることができる。脚部には携行短機関砲の予備弾倉が収納され、弾切れになった際に短機関砲を収納場所に近づけることで自動装填される仕組みとなっており、装填時の隙を極力なくす工夫が凝らされている。
YM-03 レイキ
シオンが搭乗する高機動型MAILeS。機体色は黄色。両肩と腰の可変式リアスカートに設置された推進器を展開することで高い跳躍力と滑空能力を発揮し、空中からの一撃離脱戦法で地上の敵AMAIM部隊を翻弄する。
武装は、薙刀を得意とするシオンに合わせた折りたたみ式の「超熱振式薙刀」、前腕部に追加装備される「捕縛用電撃網発射機」。
YM-03C レイキ改
第2部に登場。レイキの強化改造機。改良された各部の推進器と、機体全高を上回る全幅まで展開する大型の「リアスカートウィングユニット」を採用したことで、従来よりも滑空性能が向上している。また、外装部の材質変更により、装備増加にも関わらず重量も軽減された。
武装は、柄にスライド伸縮構造を採用して携行性を高めた「超熱振式薙刀改」、両腕先端の手甲部に内蔵された「2連装機関砲」、ウィングユニットのウェポンラックに装備する「翼部機動爆弾倉」2基（1ユニットごとにミサイル3基搭載）、背部に懸架する着脱式の「多連装小型誘導弾発射機」2基（1ユニットごとにミサイル18発を搭載）。
NA10/3JP ジョーハウンド（レジスタンスカスタム）
北米軍から鹵獲した機体を改修した機体。「八咫烏」以外の各地のレジスタンス勢力にも普及しており、用途や気候に対応した改修機も登場する。劇中では「八咫烏」が保有している緑基調の機体と、「アラハバキ」が保有する紺色基調の機体が登場する。鹵獲前の機体と比べて、胸部機銃や装甲の一部などを欠いている。鹵獲前と同じく無人機としても運用される。
ASC-716E 特大型装甲特殊運搬車
AMAIMや各種装備を運搬する大型特殊車両。外見や寸法は一般のトレーラーと同じように偽装してあるが、内部はAMAIMを安全に格納・運搬するためのさまざまな改造が施されている。ただし、コンテナ部分は駐機状態のAMAIM1機をぎりぎり収納できるほどのスペースしかなく、武装などを同時に運搬するには別の専用コンテナを連結する必要がある。戦場での移動時はトラクター前面の防護シールドがフロントガラスを覆う構造になっており、トラクターとコンテナのあいだにはパイロットが速やかに機体に搭乗するための通路が設けられている。

### 北米同盟の兵器
NA12 ブレイディハウンド
制式主力AMAIM。デザインは海老川兼武。攻撃力や防御力、機動力を両立させたオールラウンド機として設計されており、両肩や背部、両腰に装備された大出力ホバーユニットによる運動性能を活かした白兵戦や射撃戦を展開できる。無人機と指揮官用の有人機が存在するが、状況によっては1機の有人機がほかの有人機を操作できるように切り替えることも可能。肩上面には空中輸送機との接続部を備えており、牽引状態での空中戦や降下作戦にも対応できる。牽引状態では両脚を後方に伸ばす姿勢をとる。
武装は、速射性と命中精度に優れた大口径ライフルと、両脇下のウェポンラックに懸架されたナイフ二振り。
NA12S ブレイディハウンド（ブラッド専用機）
ブラッドが搭乗するカスタム機。ケンブやゴーストの戦闘データをもとに、出力と機動性が大幅に強化されており。単機で無人機一個分隊以上の戦力を有する。
専用武装として、一般機のナイフよりも刀身が長いソード二振りを装備する。
NA10/3 ジョーハウンド
ブレイディハウンドの一世代前の主力AMAIM。バランスに優れた汎用機で、出力と機動性こそブレイディハウンドよりも大幅に劣るが、耐久性と信頼性の高さから一定数が現役で稼働している。運用期間の長さから、敵勢力に鹵獲された機体を含めた多数のバリエーションが存在する。
武装は、ブレイディハウンドと同型のライフルと、胸部左右に内蔵された機銃2門。
NA13 ブレイディフォックス
第2部に登場。ブレイディハウンドに次ぐ新型主力AMAIM。出力とともに機動性と汎用性がさらに向上している。頭部にはより高性能なメインカメラが採用されたほか、指揮官用の有人機は頭頂部にブラッド専用ブレイディハウンドと同型のセンサーと保護用のバイザーが追加されている。輸送時はストークキャリーに懸架されるが、第2部では単独で飛行可能な機体も登場する。『極鋼ノ装鬼』においても運用されている。
武装は、短射程ながらもほぼ回避不能な高速レーザー砲、対人用にも使える両腕下部のチェーンガン、近接格闘用のナイフ、可変式の大型シールド。
NA13X/G ブレイディフォックス (Type G)
第2部第18話に登場。第2新鋭部隊のザック・テイラーが開発・運用する機体。制御系にゴーストのコピーAIが組み込まれ、機体色もオリジナルに似た暗色系となっている。通常の無人機よりも高性能だが、AIの学習機能と対応能力はゴーストにおよばない。アモウたちとの戦闘序盤では優位に立つが、やがて欠点を見破られ次々と撃破される。
NAX14P ブレイディファントム
第2部に登場。ゴーストから回収したAI「プロトタイプ・ゼロ」を移植したブラッド専用機。ブレイディフォックスの有人機に全面改装を施し、肩部には従来型AMAIMを凌駕する高出力エンジンと大型スタビライザーを装着している。高性能と引き換えにパイロットへの負荷も増しており、ブラッドは特注の耐Gスーツを着用することで対応している。初陣であるアレクセイ戦では未完成状態で投入されたのち、新日本軍との決戦では頭部形状や武装が変更された完成型となる。
専用武装は、ブレイディハウンドから継続して装備されたソード2振り。完成後は両腕に鉤爪状の可動式ヒートブレードが付いたマルチガントレットを装着する。
V-33 ストークキャリー
AMAIM輸送用のジェットヘリ。乗員人数は1名（予備シート展開時は2名）。底面の牽引用アームで接続したAMAIMを戦地まで空輸し、到着後は支援攻撃を担当する。主翼両端のエンジンユニットは縦軸に回転し、これを活かしたVTOL（垂直離着陸）運用が可能。
武装は、機首下部に備えられた対地攻撃用20ミリガトリング砲、胴体両側に内装されたミサイル。

### 大ユーラシア連邦の兵器
FGEA07 ソボーテジアマン
無人型主力AMAIM。デザインは寺岡賢司。戦車砲塔のような胴体に四肢をもつ無骨な外観で、頭部ユニットは胴体最前部に突き出ており、背部にはハードポイントがある。武装は30mm機関砲と接近戦用のナタ。他陣営のAMAIMよりも性能で劣るぶん、調達コストが安さから物量戦に適している。足部には湿地・雪上用としてスキー板のようなスレッドを装着でき、地形を利用して高速移動が行なえる。
FGEA07-SE ソボーテジアマン 砲撃装備
ソボーテジアマンの砲撃装備。背部に280mm榴弾を発射する大型キャノン砲をマウントした機体。
FGEA08 ゼリーゼジアマン
指揮官用AMAIM。デザインは寺岡賢司。有人運用にも対応すべく、設計思想から刷新した高性能機。黄色の円筒形頭部センサーが特徴で、ソボーテジアマンよりも四肢が細く人型に近い体型をしている。接近戦用の武装に大型のナタを持つ。ソボーテジアマンと同じく、足部には湿地・雪上用のスレッドを装着可能。劇中ではアレクセイやダリア、キリルが搭乗する。
FGEA09 ルイツァリジアマン
最新鋭の指揮官用AMAIM。デザインは寺岡賢司。ゼリーゼジアマンと比較して頭部や胸部、肩部形状が変わり、センサーも一つ目のような新型となった。機体性能はこれまでの大ユーラシア軍機よりもさらに強化されている。北米軍との決戦の際にアレクセイが搭乗する。新規武装はカッターナイフ状の刃を出す左腕部のギロチンカッターと、接近戦用の両刃剣。

### アジア自由貿易協商の兵器
AM22U ニュウレン（牛人）
主力AMAIM。機体色は真紅。デザインは形部一平。ほかのAMAIMよりも人型に近いスマートな形状が特徴で、人間のような精密な作業や、多彩な武装を携行・運用可能な高い汎用性をもつ。性能面では各種戦闘に特化したほかのAMAIMよりも劣っているが、単純な構造からくる高い量産性と武装の豊富さを活かし、大部隊による集団戦で真価を発揮する。
基本武装は、シンプルで故障率の低い構造をもつライフル、裏面にライフルの追加弾倉を2本懸架可能な前腕のシールド、接近戦用の斧（アックス）。追加武装として、大型ミサイル1基を格納したミサイルコンテナを両肘に装備可能。第2部では携行式のレーザー砲を装備する機体が登場する。
AM22M ニュウレン有人機
第2部から登場。無人機との識別のため濃い緑系統のカラーリングに変更され、背部にコックピットが増設された以外は外観に変化はないが、操縦空間は狭い。武装は当初からレーザー砲を装備している。

### オセアニア連合の兵器
CO-03BR バンイップ・ブーメラン
AMAIM「バンイップ」から派生した、戦術特化型AIを搭載する無人機。機体色は緑基調。デザインは小柳祐也。腕部が存在せず、逆関節の脚部を有する非人型の機体。駐機形態、哨戒形態、高機動戦闘形態の3形態に変形可能で、高機動戦闘時には脚部を使って大きく跳躍が可能。他勢力のAMAIMと比較すると火力に劣る。
武装は胴体の上部両端に内蔵される「30mm機関砲」と、胸部左右の小型サブアームに装備する「隠しナイフ」（おもに高機動戦闘時に展開して一撃離脱戦法を取る）。

### そのほかの兵器
ゴースト
所属および製造元不明の漆黒のAMAIM。完全自律式の無人機であり、各地に展開しているAMAIM部隊を勢力を問わず襲撃している。「ゴースト」とは、北同盟軍がその神出鬼没さにちなんでつけたコードネーム。その正体は、搭載されたAI「プロトタイプ・ゼロ」の暴走によって行方不明となっていたブレンゾン社の試作機で、ケンブらMAILeSの実質的な原型機。「プロトタイプ・ゼロ」は、人間のサポートに適応したガイたちI-Lesとは違って、生存本能や攻撃性に特化した「野性的」な思考パターンを有しており、戦闘そのものを至上命題として行動する。
機体のリミッターを常時解除してジェネレーターをフル稼働させることで、あらゆる面で既存のAMAIMを凌駕する高性能を発揮する。その代償として駆動電力の消耗が早く、腰の放熱板から頻繁に排熱を行なわないとオーバーヒートを起こすリスクを抱えている。背部左右には敵の通信や索敵を妨害する電子戦ユニット「ジャミングバインダー」を装備しており、先制攻撃や撤退時の欺瞞に用いられる。攻撃手段として、超熱振式の鉤爪と強力なEMP投射機能を備えた大型の左腕をもつ。さまざまな陣営のAMAIMのパーツや武装を、アタッチメント認証を無視して装着・使用できる特性をもち、調達したパーツを用いての自己修復・強化が可能となっている。学習能力も非常に高く、戦闘を経るごとに強さを増している。
作中初登場となる「八咫烏」のキャンプ地襲撃時は、過去に殺害したイッシンが乗っていたジョーハウンドの右腕を移植したため、左右非対称な外観となっている。ケンブとジョウガンを同時に圧倒するが、次第に連携が取れてきた2機を前に劣勢となり、自爆に見せかけて離脱する。
ゴースト マークII
逃亡先の秋芳洞内で修復と強化を図った姿。全体的に左右対称の形状となり、右腕も左腕と同様のクローアームに変化。両手甲部分には計6基のクラッキングケーブルが内蔵されており、撃ち込んだ敵機の電力を吸収したり、制御自体を乗っ取ることもできる。背部のジャミングバインダーは機関砲などの火器を携行可能な2基のサブアームに換装されている。この改修に伴い、両肩にはジャミングバインダーと同型のECMユニットが内蔵されている。
秋吉台でのブラッド隊との戦闘では、ケーブルの制御機能を利用して圧倒するが、同じく味方機を同時に操るブラッドの奇策で胸部を撃ち抜かれ、乗っ取ったストークキャリーを使って逃亡する。その後はアジア軍支配下の隠岐の島に潜伏し、一時の休眠と修復を経て再起動。その情報を察知したアモウたちと再度交戦する。戦闘中も常にアモウたちの戦闘パターンを学習し圧倒するが、フルブーストモードに移行したケンブに拮抗され、その隙を突いたジョウガンの狙撃で放熱板を破壊されオーバーヒート寸前に追い詰められる。冷却水を求めて海に逃亡を図るが、直前でケンブに阻止されともに爆発四散する。その後、本機のAIユニットはブラッド隊に回収される。

### 極鋼ノ装鬼の登場兵器
XMM-01 プロトゴウヨウ
三澤ジンの専用機。外伝に登場するMAILeS「ビャクチ」をベースとした最新鋭の試作機。頭部には格納可能なブレードアンテナを持つ。局地戦における運用のため、各種装備や武装の付け替えが容易にできるようアタッチメントシステムが採用されている。I-LeSのラムダのサポートと歴戦の傭兵であるジンの操縦の腕により、戦闘では高い能力を発揮する。
武装は徹甲弾やキャニスター弾を発射する専用のアサルトライフル、ライフル下部に設置されたグレネードランチャー、3点バースト機構を備える専用ハンドガン、ジンがプロトゴウヨウ搭乗以前から使用している近接格闘用のマチェット、両膝のアーマー裏に収納されたダガーナイフ2本。また、選択式装備として大型のチェーンソーや超熱振式戦闘湾曲刀、腰部の後ろに装着して高速移動が行えるハイドロジェットパックがある。
HM-02 ゴウヨウカスタム
プロトゴウヨウと同様にMAILeS「ビャクチ」をベースとした機体。アタッチメントシステムも備えるが、こちらは量産化を前提とし、機体構造が簡素化されている。ジンにより2機が孤島の「ヒヌカン」のために輸送され、知念イブキと安良城タケシが乗り込むが、安良城の機体は敵との交戦で破壊される。
武装はセミオートタイプのノーマルハンドガンと徹甲弾やキャニスター弾を発射可能なノーマルアサルトライフル、近接格闘用のアックス、左腕に装備するアームパイル。アームパイルは先端の杭部分を高速回転させ、敵機に打ち込んで装甲を貫く。また、選択式装備として狙撃用のスナイパーライフル（第5話でイブキ機が使用）やハイドロジェットパックがある。
ドレッドノータス
特大型装甲特殊運搬車のようなAMAIM輸送用車両。三澤ジンが使用しており、プロトゴウヨウと同じくアタッチメントシステムも持つ。また、搭乗者がいなくともラムダにより遠隔操作が可能。武装は車体上部のガトリングガン、荷台ゲート内側のミサイルランチャー2基、攪乱用のスモークディスチャージャー4基。
NA15 アーロンライノ
北米同盟軍の新型AMAIM。ブレイディフォックスに代わる新型機で、機体形状の一部を同一とするも、搭載AI能力や機動性能は更に向上し、背部のホバーユニットにある可動式の推力偏向パドルにより、小回りが利くようになっている。両肩部のガードユニットは推進器として機能するが、AMAIMの重要機構部に装着すれば簡易盾ともなる。機体は無人機としても使われるが、隊長のエリソンが有人機に拘りを持つこと、そして南海の孤島での運用を鑑みて、有人機としてジョイスやマシュー、シェリルが搭乗する。武装は腕部固定式のアサルトライフルと両腕のチェーンガン、近接格闘用のナイフ。また、第5話ではシェリル機がジャベリンを使用している。
NA15S アーロンライノ（グレイディ専用機）
グレイディ・エリソンが搭乗するアーロンライノのカスタム機。両肩部には専用のブースターユニットを装着し、背部のホバーユニットとの併用で高速機動が可能となっており、その機動力は北米同盟軍機の中でも最高レベルに達している。武装は近距離戦闘に特化したショートバレルライフルと両腕のチェーンガン、高硬度金属製の専用ブレード。
CO-03GG バンイップ・ジンガー
オセアニア連合軍の量産機。 AMAIM「バンイップ」の派生機の一つ。バンイップ・ブーメランと比較して全高が大型化し、攻撃力・防御力・機動力の全てが強化されている。ただし、搭載AIの面では他の経済圏に後れを取っている。脚部の車輪を使った高速移動形態への簡易変形が可能。機体各所には武装の接続機構を備える。第5話ではヤマピが改造モジュールを使い、残存機をヒヌカンの戦力として運用した。武装は右肩部のガトリングガン、右腕のシールド表側に取り付けられたフレイムスロワー（火炎放射器）、両腕のシールド裏側に設置された30mm口径の機関砲、腕部シールド。

### 外伝の登場兵器
KM-01 ビャクチ
公式外伝『境界戦機 フロストフラワー』に登場。北条カイが搭乗し、AIのルーを搭載するMAILeS。機体色は白と青。レジスタンス組織「際の極光」が大ユーラシア連邦から強奪した機体で、各部にハードポイントが多数設置されていることから、何らかの実験機であったと推測される。当初はユーラシア軍仕様の塗装が施されていたが、強奪後に夜間や雪原での活動に適した現在の色に塗り替えられている。
武装は、重量増と引き換えに装弾数の多いドラム式弾倉を採用した「60mm携行機関砲」、左肩部に「四連装誘導弾携行発射機」、左前腕に装着された小型の追加装甲「汎用携行盾」。
NA10/3JP セツロ
ジョーハウンドの「際の極光」仕様。民間企業が独自開発した自律思考型AI「モブ」を搭載した機体。北海道の環境に対応したカスタムチェーンが施されており、脚部に湿地帯移動用のスレッドを装着した機体も存在する。
FGEA08 ゼリーゼジアマン “アクチャーブリュ”
ゼリーゼジアマンのカスタム機。次世代型自律思考型AI「グニェーフ」を搭載した実験機。頭部形状がベース機と異なるほか、青基調のカラーリングが特徴。アクチャーブリュはロシア語で10月の意。

## スタッフ
- 企画・原作・製作 - SUNRISE BEYOND[15][42]
- 監督 - 羽原信義[15][42]
- シリーズ構成 - 木村暢[15][42]
- キャラクターデザイン - 大貫健一[15][42]
- メカニックデザイン - 小柳祐也、海老川兼武、寺岡賢司、形部一平[15][42]
- メカニックデザインスーパーバイザー - 奥山清行[42]
- チーフメカアニメーター - 久壽米木信弥、有澤寛[15][42]
- 美術デザイン - 小木斉之[42]
- 美術監督 - 中村典史[42]
- 色彩設計 - 井上あきこ[42]
- 撮影監督 - 元木洋介[42]
- 編集 - 小野寺絵美[42]
- 音響監督 - 明田川仁[42]
- 音楽 - ラスマス・フェイバー[15][42]
- 音楽プロデューサー - 黒田学、木村憲一郎[42]
- 音楽制作 - サンライズミュージック
- プロデューサー - 小松紘起、紅谷佳和[42]（第1-16話）→斎藤譲（第17話-）、田﨑勝也
- 企画協力 - BANDAI SPIRITS[15][42]
- 制作協力 - 電通[42]

## 主題歌
「enemy」
blank paperによる第一部オープニングテーマ。作詞・作曲・編曲はblank paper。
「You're my perfect mirror」
富金原佑菜による第一部エンディングテーマ。作詞・作曲・編曲はeijun。
「Overload」
富金原佑菜による第二部オープニングテーマ。作詞はゆうり、作曲は水野谷怜、編曲は如月結愛。
「pARTs」
Natumi.による第二部エンディングテーマ。作詞はcAnON.、作曲・編曲は澤野弘之。
「呼ぶ声が鳴る方角へ」
Organic Callによる極鋼ノ装鬼オープニングテーマ。作詞・作曲は平田真也、編曲はOrganic Call。
「l'll Be There」
LINKL PLANETによる極鋼ノ装鬼エンディングテーマ。作詞・作曲は山田智和、編曲は住谷翔平。

## 各話リスト
| 話数       | サブタイトル       | 脚本     | 絵コンテ                | 演出                | キャラクター 作画監督          | メカニック 作画監督                                          | 初放送日       |
| ---------- | ------------------ | -------- | ----------------------- | ------------------- | ------------------------------ | ------------------------------------------------------------ | -------------- |
| 第一話     | 起動               | 木村暢   | 羽原信義                | 羽原信義 小谷野竜成 | 黒澤浩美 新井達也              | 久壽米木信弥                                                 | 2021年 10月5日 |
| 第二話     | 船出               | 木村暢   | もりたけし              | 球野たかひろ        | 高見明男                       | 山根理宏                                                     | 10月12日       |
| 第三話     | 戦う理由           | 木村暢   | 阿部雅司                | 阿部雅司            | 石原満 日向正樹                | 寺尾洋之                                                     | 10月19日       |
| 第四話     | 別離               | 木村暢   | 榎本明広                | 飯村正之            | 黒澤浩美                       | 有澤寛                                                       | 10月26日       |
| 第五話     | 決意               | 木村暢   | もりたけし              | 小谷野竜成          | 高見明男                       | 山根理宏                                                     | 11月2日        |
| 第六話     | 旅路               | 木村暢   | 大槻敦史                | 球野たかひろ        | むらせまいこ 日向正樹          | 山根理宏                                                     | 11月9日        |
| 第七話     | 討伐               | 木村暢   | 上坪亮樹                | 上坪亮樹            | 石原満                         | 高瀬健一                                                     | 11月16日       |
| 第八話     | 再生の槌音         | 森江美咲 | もりたけし              | 上坪亮樹            | 黒澤浩美                       | 久壽米木信弥                                                 | 11月23日       |
| 第九話     | 自治区             | 木村暢   | 阿部雅司                | 阿部雅司            | 日向正樹                       | 有澤寛                                                       | 11月30日       |
| 第十話     | 遠征               | 木村暢   | 小谷野竜成              | 小谷野竜成          | むらせまいこ 日向正樹 野口征恒 | 寺尾洋之 山根理宏                                            | 12月7日        |
| 第十一話   | 包囲網             | 木村暢   | もりたけし              | 阿部雅司            | 清水拓磨 新井達也              | 植田実                                                       | 12月14日       |
| 第十二話   | 隠岐の島戦（前編） | 森江美咲 | 榎本明広                | 大久保朋            | 石原満 黒澤浩美                | 高瀬健一 松田寛 枝松聖 川辺雄介 江禹辰 堀澤聡志 久壽米木信弥 | 12月21日       |
| 第十三話   | 隠岐の島戦（後編） | 木村暢   | 寺岡巌                  | 飯村正之            | 大貫健一 日向正樹              | 有澤寛 川原智弘                                              | 12月28日       |
| 第十四話   | 8ヶ月後            | 木村暢   | 西澤晋                  | 鳥羽聡              | 大貫健一                       | 山根理宏 植田実                                              | 2022年 4月12日 |
| 第十五話   | 再会               | 木村暢   | もりたけし              | 球野たかひろ        | 大貫健一                       | 高瀬健一                                                     | 4月19日        |
| 第十六話   | 激闘               | 森江美咲 | 麻宮騎亜                | 池野昭二            | 高見明男                       | 崎山知明 江禹辰 堀澤聡志                                     | 4月26日        |
| 第十七話   | トライヴェクタ     | 木村暢   | 西澤晋                  | 阿部雅司            | 石原満 日向正樹                | 川辺雄介                                                     | 5月3日         |
| 第十八話   | 保護区             | 木村暢   | 榎本明広                | 星野真              | 黒澤浩美                       | 川原智弘 山根理宏                                            | 5月10日        |
| 第十九話   | 記念日             | 森江美咲 | もりたけし              | 小谷野竜成          | 新井達也 三橋桜子 黒澤浩美     | 上津康義                                                     | 5月17日        |
| 第二十話   | 新日本協力機構     | 木村暢   | 西澤晋                  | 大久保朋            | 高見明男                       | 江禹辰 河辺慎一                                              | 5月24日        |
| 第二十一話 | 動乱の兆し         | 森江美咲 | 麻宮騎亜                | 鳥羽聡              | 大貫健一 日向正樹              | 久壽米木信弥 堀澤聡志 崎山知明 川辺雄介                      | 5月31日        |
| 第二十二話 | 逃亡者             | 木村暢   | むらかわみちお          | 阿部雅司            | 石原満 黒澤浩美                | 有澤寛 石原満                                                | 6月7日         |
| 第二十三話 | 開戦               | 森江美咲 | もりたけし 球野たかひろ | 球野たかひろ        | 高見明男                       | 江禹辰                                                       | 6月14日        |
| 第二十四話 | 北陸戦線（前編）   | 木村暢   | 西澤晋                  | 池野昭二            | 新井達也                       | 高瀬健一 山根理宏 崎山知明 川辺雄介                          | 6月21日        |
| 第二十五話 | 北陸戦線（後編）   | 木村暢   | 麻宮騎亜 羽原信義       | 羽原信義            | 大貫健一 日向正樹              | 有澤寛 川原智弘 石原満                                       | 6月28日        |

## 放送局
| 放送期間                 | 放送時間                     | 放送局     | 対象地域   | 備考                 |
| ------------------------ | ---------------------------- | ---------- | ---------- | -------------------- |
| 2021年10月5日 - 12月28日 | 火曜 1:30 - 2:00（月曜深夜） | テレビ東京 | 関東広域圏 | 製作参加             |
| 2021年10月6日 - 12月29日 | 水曜 3:30 - 4:00（火曜深夜） | 毎日放送   | 近畿広域圏 | 『アニメ特区』第3部  |
| 2021年10月8日 - 12月31日 | 金曜 19:00 - 19:30           | BS11       | 日本全域   | 協力 / 『アニメ+』枠 |

| 配信開始日    | 配信時間                     | 配信サイト |
| ------------- | ---------------------------- | --- |
| 2021年10月6日 | 水曜 20:00 更新              | YouTube （BANDAI SPIRITS公式チャンネル） ニコニコチャンネル [ 48 ] U-NEXT TVer |
| 2021年10月7日 | 木曜 1:00 - 1:30（水曜深夜） | ニコニコ生放送 |
| 2021年11月3日 | 水曜 20:00 更新              | dアニメストア |
| 不明          | 不明                         | Rakuten TV ビデオマーケット music.jp DMM.com GYAO!ストア ムービーフルplus HAPPY!動画 Amazon Prime Video TSUTAYA TV FOD アニメ放題 ふらっと動画 ネットもテレ東 ひかりTV アニメカ バンダイチャンネル TELASA auスマートパスプレミアム J:COMオンデマンド メガパック milplus |

| 放送期間                | 放送時間                     | 放送局     | 対象地域   | 備考                 |
| ----------------------- | ---------------------------- | ---------- | ---------- | -------------------- |
| 2022年4月12日 - 6月28日 | 火曜 0:00 - 0:30（月曜深夜） | テレビ東京 | 関東広域圏 | 製作参加 / 字幕放送  |
| 2022年4月15日 - 7月1日  | 金曜 2:30 - 3:00（木曜深夜） | 毎日放送   | 近畿広域圏 |                      |
|                         | 金曜 19:00 - 19:30           | BS11       | 日本全域   | 協力 / 『アニメ+』枠 |

| 配信開始日    | 配信時間        | 配信サイト |
| ------------- | --------------- | --- |
| 2022年4月13日 | 水曜 20:00 更新 | - U-NEXT - TVer |
| 不明          | 不明            | Rakuten TV ビデオマーケット music.jp DMM.com GYAO!ストア ムービーフルplus HAPPY!動画 Amazon Prime Video TSUTAYA TV ニコニコ動画 FOD dアニメストア アニメ放題 ふらっと動画 ネットもテレ東 ひかりTV アニメカ バンダイチャンネル TELASA auスマートパスプレミアム J:COMオンデマンド メガパック milplus |

## 漫画
2021年7月21日発売の『月刊ホビージャパン』（ホビージャパン）9月号にて『境界戦機 フロストフラワー』のタイトルで連載されている。ストーリーはテレビアニメと異なる。漫画は田口央斗が担当。
- SUNRISE BEYOND（原作）・田口央斗（漫画）・大貫健一（キャラクターデザイン）・小柳祐也 / 海老川兼武 / 寺岡賢司 / 形部一平（メカニックデザイン）・奥山清行（メカニックデザインスーパーバイザー）・BANDAI SPIRITS（企画協力）『境界戦機』ホビージャパン〈ホビージャパンコミックス〉、既刊1巻（2022年7月25日現在）
  1. 2022年7月25日発売[51][52]、ISBN 978-4-7986-2880-6